# Knappelbådan
Knappelbådan är en ö i Finland. Den ligger i Bottenhavet och i kommunen Kristinestad i den ekonomiska regionen  Sydösterbotten i landskapet Österbotten, i den västra delen av landet. Ön ligger omkring 99 kilometer söder om Vasa och omkring 300 kilometer nordväst om Helsingfors.
Öns area är 0,9 hektar och dess största längd är 170 meter i sydväst-nordöstlig riktning. Runt Knappelbådan är det glesbefolkat, med 11 invånare per kvadratkilometer. Närmaste större samhälle är Kristinestad, 7,3 km nordost om Knappelbådan.